# Oggetti non stellari nella costellazione dell'Idra Maschio
Principali Oggetti non stellari visibili nella costellazione dell'Idra Maschio.

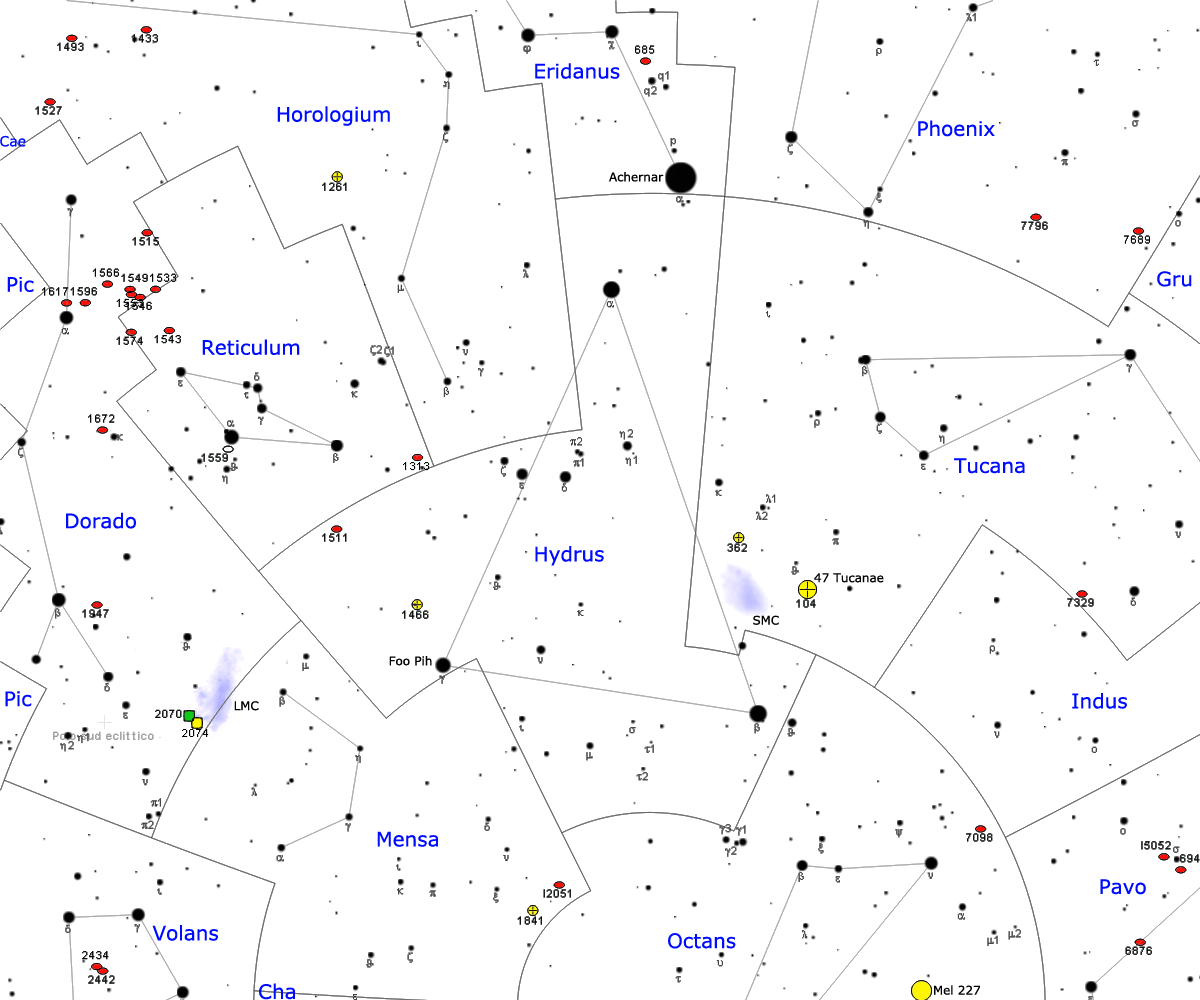
Mappa della costellazione dell'Idra Maschio.

## Ammassi globulari
- NGC 1466

## Galassie
- NGC 646
- NGC 802
- NGC 813
- NGC 1473
- NGC 1511

## Gruppi di galassie
- Gruppo di NGC 1511